# Anaplecta guamina
Anaplecta guamina är en kackerlacksart som beskrevs av Morgan Hebard 1929. Anaplecta guamina ingår i släktet Anaplecta och familjen småkackerlackor.
Artens utbredningsområde är Panama. Inga underarter finns listade i Catalogue of Life.